# ビースト・クエスト
『ビースト・クエスト』(The Beast Quest)は、アメリカ合衆国の作家アダム・ブレード（複数の作家によるハウスネーム）によるジュブナイルファンタジー小説シリーズ。アメリカでは2024年時点で本編のみで150冊が刊行されている。日本では静山社から本編1部から3部の18冊と別巻1冊の計19冊が刊行された。
アメリカではスピンオフとして「The Chronicles of Avantia」「Sea Quest」「Beast Quest New Blood」などのシリーズが複数巻刊行されている。

## ストーリー
少年トムは少女エレナとともにビーストの呪いを解くための冒険（ビースト・クエスト）へと旅立った。「体に流れるこの血にかけて、僕は戦いぬく。」悪のビーストを倒して、アバンティアの平和を取り戻せ!

## 登場人物
トム
本作の主人公。エリネル村出身。正義と勇気で困難に立ち向かう少年。ヒューゴ王の依頼でマルベルによってかけられた呪いを解き放った。かつての少年騎士「疾風のタラドン」の息子。黄金の鎧を揃えた後はその力を鎧なしで使えるようになった。エレナとのチームプレイは抜群。
エレナ
漁師であるおじさんと暮らしていたが、ワインディング川の水が枯れてしまって魚が取れなくなった。そのためウサギを狩りにきたが、それを「王のシカを盗むため」だと王国の兵士に誤解され追われていたところをトムに助けてもらい仲間になる。得意の弓矢でトムのピンチを助ける。
アデュロ
魔法使いでヒューゴ王の相談役。トムが旅をしている間も見守り、アドバイスをしてくれる。マルベルに捕まった事がある。
マルベル
暗黒の魔法使いでアバンティア王国の伝説のビーストに呪いをかけ、王国を滅ぼそうと企む。黄金の鎧を盗み出し、さらにはアデュロを誘拐した。
ケルロ
ライオンの門の門番。アバンティアとゴルゴニアを繋ぐ門を見張っているが、マルベルの手下ではない。
セス
マルベルの手下で双竜ベドラとグリモンを保護するときに邪魔をする。魔馬スコールを倒すときにトムと再会した。しかし、任務に失敗した罰として、マルベルによってビーストにされてしまう。

## ビースト

### アバンティアのビースト
- 火龍 フェルノ

王国南部の安全を守り、ワインディング川の水が枯れないようにしている。ほんのひと息で大地を丸焼けにするほどの火炎を口からはき出す。大猿クロウを倒すときにも協力してくれた。
- 海龍 セプロン

西の海の安全を守り、たくさんの魚が集まるようにしている。マルベルに呪いをかけられ、大津波を引き起こした。怪物イカゼファーを倒すのを手伝ってくれたが、マルベルによってゴルゴニアの海獣ナーガに痛めつけられた。
- 山男 アークタ

アバンティア王国の北の山脈で安全を守っている。石魔女ソルトラを倒すのに協力してくれた。
- 馬人 テーガス

アバンティア王国の中央平原で牛の安全を守っている。アバンティアのどんな馬よりもはやく走ることができる。三頭ライオントリリオンを倒すのに共闘し、ゴルゴニアの牛怪人トーゴーとの死闘を繰り広げた。
- 雪獣 ナヌーク

アバンティア王国の極北の氷原で安全を守っている。ほんの一撃で湖の氷をくだく。巨大グモアラクニドをトムと一緒に倒した。
- 炎鳥 エポス

王国東部の火山地帯で安全を守っている。マルベルに呪いをかけられ、口から火の玉を放ち、火山の溶岩を地上に流した。蛇男ヴィペロを倒すのを手伝ってくれたが、ゴルゴニアの魔馬スコールにつばさを折られた。

### 悪のビースト
- 怪物イカ ゼファー

- 大猿 クロウ

- 石魔女 ソルトラ

- 蛇男 ヴィペロ

- 巨大グモ アラクニド

- 三頭ライオン トリリオン

### ゴルゴニアのビースト
- 牛怪人 トーゴー

- 魔馬 スコール

- 海獣 ナーガ

ずんぐりした体からヘビのような首が六本生えている、おそろしい姿をした怪物。黄色くて鋭い牙がはえている口から、くさい息をはきだす。
- ゴルゴン犬 ケイモン

- 超マンモス タスク

- サソリ男 スティング

## アイテム
- 火龍の鱗

フェルノがトムに与えた、どんな激しい炎でも防げる魔法のアイテム。
- セプロンの爪

セプロンがトムに与えた、どんな激流でも防ぐことができる魔法のアイテム
- ワシの羽

アークタがトムに与えた、どんな高い所から落ちても落ちるスピードを緩やかにすることができる魔法のアイテム。
- 魔法の蹄鉄

テーガスがトムに与えた、これを触るとものすごいスピードが出せる魔法のアイテム。
- 魔法のベル

ナヌークがトムに与えた、どんな寒さにも耐えられる魔法のアイテム。
- エポスの爪

エポスがトムに与えた、どんな傷でもこれに触れると、傷が完全に治ってしまう魔法のアイテム。しかし、使い過ぎると効果が弱くなってしまう。
- 黄金の鎧

もともとは『ビースト使い』のものだった。マルベルがビースト使いをさらったときに鎧だけを残して行った。しかし、鎧にはパワーが残っていて真の勇者が装着すると魔法のパワーを得ることができる。
- 魔法の方位計

トムの父が息子が勇者になったら誕生日に渡してくれという遺言のもとにソルトラ退治のときもらったもの。運命に従うべきか、危機から逃げるべきかを教えてくれる。
- 魔法の地図

アバンティア王国のことが一目で分かる地図。ゴルゴニア王国の地図はマルベルが与えた。
- 魔法の鍵

ビーストの呪いを解くことができる魔法の鍵。
- 赤い宝石

善のビーストとコミュニケーションをとることができる魔法のアイテム。牛怪人トーゴーを閉じ込めてしまった。

## 地名

### アバンティア

#### ワインディング川
アバンティアで一番大きな川。多くの人が飲み水などで利用している。水の量はフェルノが調節している。

#### エリネル村
トムの出身地。石魔女ソルトラに襲撃されて3人の村人が亡くなった。

## 日本語訳
- 「ビースト・クエスト」全19巻（アダム・ブレード、静山社ペガサス文庫) 2018 -

1. 『ビースト・クエスト 1 火龍フェルノ』（Ferno the Fire Dragon）
2. 『ビースト・クエスト 2 海竜セプロン』（Sepron the Sea Serpent）
3. 『ビースト・クエスト 3 山男アークタ』（Arcta the Mountain Giant）
4. 『ビースト・クエスト 4 馬人テーガス』（Tagus the Horse-Man）
5. 『ビースト・クエスト 5 雪獣ナヌーク』（Nanook the Snow Monster）
6. 『ビースト・クエスト 6 炎鳥エポス』（Epos the Flame Bird）
7. 『ビースト・クエスト 7 黄金の鎧 怪物イカゼファー』（Zepha the Monster Squid）
8. 『ビースト・クエスト 8 黄金の鎧 大猿クロウ』（Claw the Giant Monkey）
9. 『ビースト・クエスト 9 黄金の鎧 石魔女ソルトラ』（Soltra the Stone Charmer）
10. 『ビースト・クエスト10 黄金の鎧 蛇男ヴィペロ』（Vipero the Snake Man）
11. 『ビースト・クエスト11 黄金の鎧 巨大グモアラクニド』（Arachnid the King of Spiders）
12. 『ビースト・クエスト12 黄金の鎧 三頭ライオントリリオン』（Trillion the Three-Headed Lion）
13. 『ビースト・クエスト13 闇の王国 牛怪人トーゴー』（Torgor the Minotaur）
14. 『ビースト・クエスト14 闇の王国 魔馬スコール』（Skor the Winged Stallion）
15. 『ビースト・クエスト15 闇の王国 海獣ナーガ』（Narga the Sea Monster）
16. 『ビースト・クエスト16 闇の王国 ゴルゴン犬ケイモン』（Kaymon the Gorgon Hound）
17. 『ビースト・クエスト17 闇の王国 超マンモスタスク』（Tusk the Mighty Mammoth）
18. 『ビースト・クエスト18 闇の王国 サソリ男スティング』（Sting the Scorpion Man）
19. 『ビースト・クエスト19 双竜ベドラとクリモン』（Vedra and Krimon: Twin Beasts of Avantia）